# Mikrodeletionssyndrom 7q11.23, distal
Das Mikrodeletionssyndrom 7q11.23, distal ist eine sehr seltene angeborene Erkrankung mit Verlust von genetischem Material in Form einer Deletion auf dem Chromosom 7 und zählt damit zu den Mikrodeletionssyndromen. Hauptmerkmale sind Epilepsie, Entwicklungsverzögerung, geistige Behinderung unterschiedlichen Ausmaßes und Verhaltensauffälligkeiten.
Synonyme sind: Del(7)(q11.23); Monosomie 7q11.23, distal.
Die Erstbeschreibung stammt aus dem Jahre 2010 durch die US-amerikanischen Ärzte Melissa B. Ramocki und Mitarbeiter.

## Verbreitung
Bislang wurden nur einzelne Beobachtungen beschrieben, die Vererbung erfolgt teilweise autosomal-dominant.

## Ursache
Der Erkrankung liegen Mikrodeletionen auf Chromosom 7 Genort q11.23 zugrunde.
Diese Gendefekte schließen sich an die Mikrodeletionen an, wie sie beim Williams-Beuren-Syndrom bestehen.
Dieses wird gleichfalls durch Mikrodeletion auf Chromosom 7q11.23 verursacht, einer Region, die 26 bis 28 Gene enthält, darunter ELN.

## Klinische Erscheinungen
Klinische Kriterien sind:
- Epilepsie
- Entwicklungsverzögerung, geistige Behinderung unterschiedlichen Ausmaßes, Lernschwierigkeiten
- Verhaltensauffälligkeiten wie Autismus, Hyperaktivität, Impulsivität, Aggressivität, Selbstverletzendes Verhalten oder Depression